# Lisias (general ateniense)
Lisias (en griego antiguo: Λυσίας, Lysías; mitad del siglo V a. C.-Atenas, 406 a. C.) fue un estratego (general) y almirante ateniense.

## Biografía
Según Diodoro Sículo, Lisias fue uno de los diez generales nombrados para sustituir a Alcibíades, que había sido depuesto tras la derrota en la batalla de Notio. Según Jenofonte, sin embargo, inicialmente fue nombrado para sustituir a León  y afirma que fue uno de los ocho almirantes atenienses que vencieron en la batalla de Arginusas, como también lo refiere Diodoro. En esa ocasión, según Jenofonte, su barco fue hundido, y pudo por sí mismo salir con esfuerzo.
Después la batalla, sin embargo, los ocho generales que lucharon fueron reclamados a Atenas y los seis que fueron, incluido Lisias, fueron juzgados, condenados y ejecutados por no rescatar a los náufragos (véase Batalla de Arginusas#Juicio de los generales).